# Spin-Off
|  | Denne artikel er oprettet af botten Steenthbot ud fra en ekstern database. Den kan derfor have sproglige fejl eller mangler. Denne skabelon kan fjernes efter kontrol af indholdet. |

Spin-Off er en dansk eksperimentalfilm.

## Handling
En række forskellige korte eksperimenterende kunstvideoer.